# Rosier Malicorne
Vous pouvez aider à l'améliorer ou bien discuter des problèmes sur sa page de discussion.
- Il ne cite pas suffisamment ses sources. Vous pouvez indiquer les passages à sourcer avec {{référence nécessaire}} ou {{Référence souhaitée}}, et inclure les références utiles en les liant aux notes de bas de page. (Marqué depuis juillet 2018)
- Il n’est pas rédigé dans un style encyclopédique. (Marqué depuis juillet 2018)

- Archive Wikiwix
- Bing
- Cairn
- DuckDuckGo
- E. Universalis
- Gallica
- Google
- G. Books
- G. News
- G. Scholar
- Persée
- Qwant
- (zh) Baidu
- (ru) Yandex
- (wd) trouver des œuvres sur Wikidata

Un rosier Malicorne est un rosier créé par Georges Delbard en hommage à Malicorne, son village natal et le berceau des pépinières Delbard[réf. nécessaire].

## Description
Il s'agit d'un rosier floribunda au port compact et fort résistant. Sa fleur est une rose à la teinte pourpre chocolatée profonde et veloutée. Légèrement parfumée, de petite taille (5 à 7 cm de diamètre), elle peut être utilisée pour la confection de bouquets de fleurs . Bien que ce rosier ait été retiré de son catalogue par la société Delbard du fait de ventes insuffisantes après sa commercialisation en 2006, on peut le retrouver occasionnellement chez quelques rosiéristes .